# Hornchurch (London Underground)

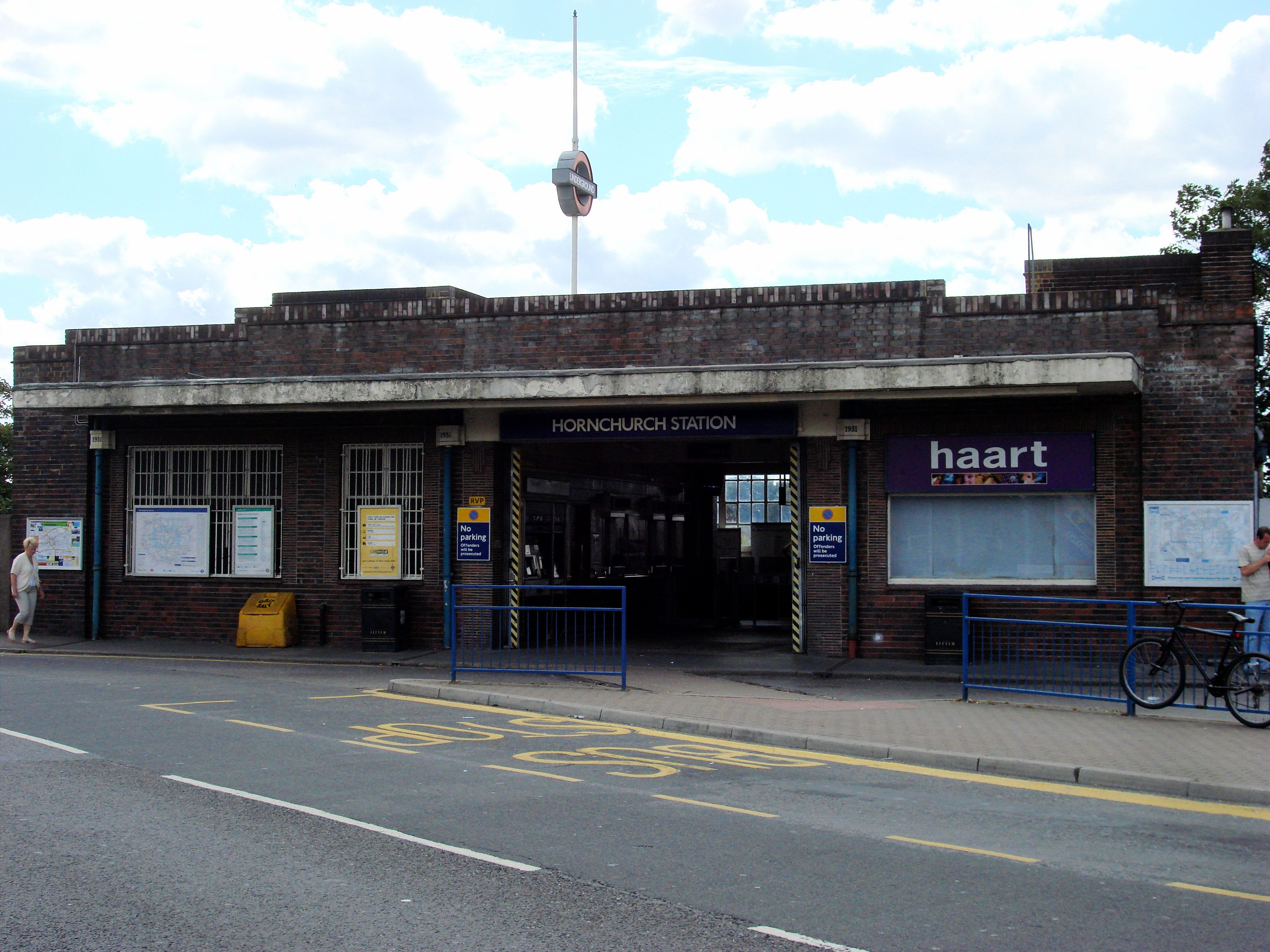
Stationsgebäude

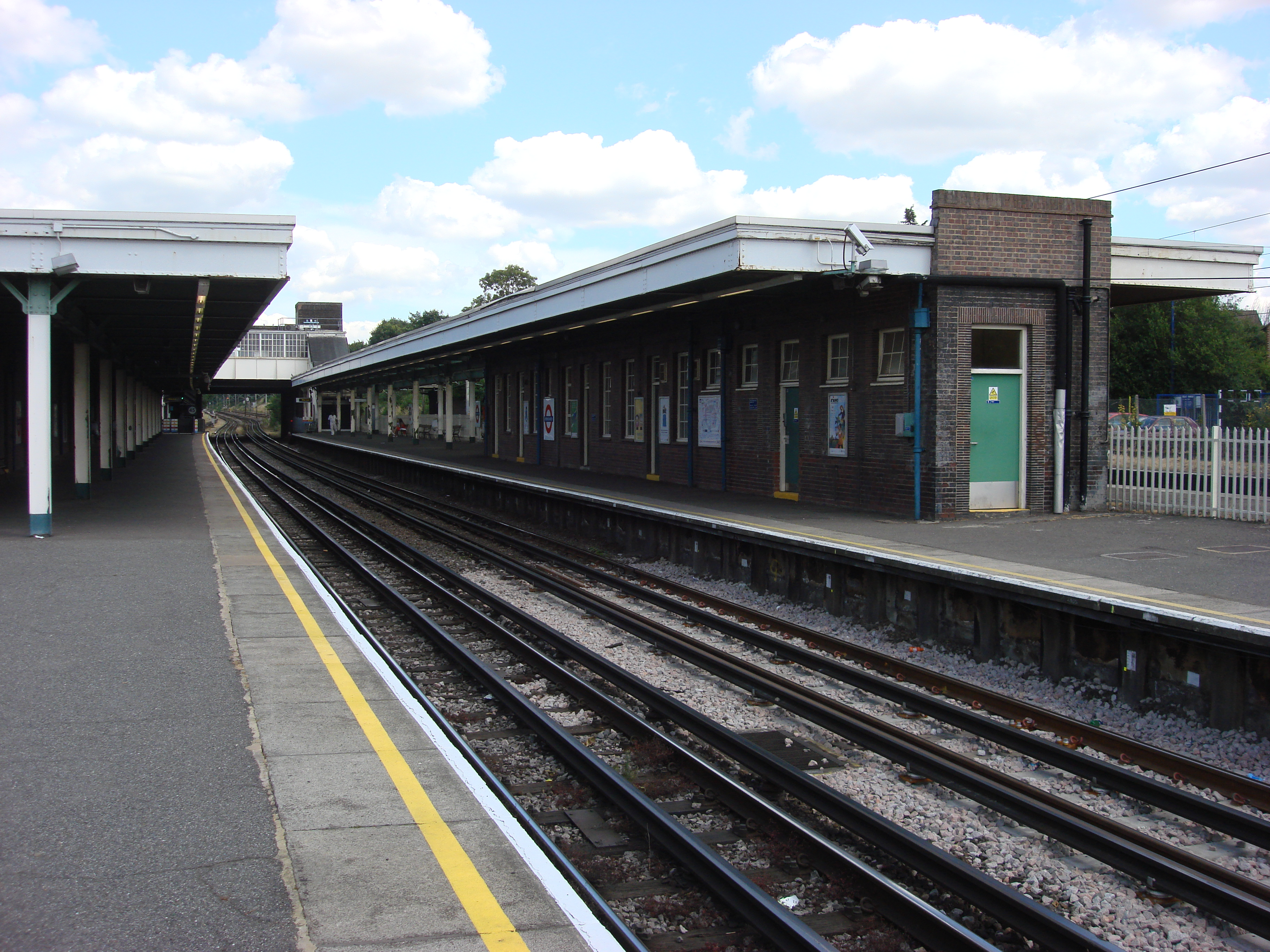
Bahnsteige

Hornchurch ist eine oberirdische Station der London Underground im Stadtbezirk London Borough of Havering. Sie liegt in der Travelcard-Tarifzone 6 an der Station Lane. Im Jahr 2014 nutzten 2,15 Millionen Fahrgäste die von der District Line bediente Station.
Die Eröffnung erfolgte 1888, als die London, Tilbury and Southend Railway eine direkter verlaufende Strecke zwischen Barking und Southend-on-Sea in Betrieb nahm, ohne Umweg über Tilbury. Züge der District Line hielten erstmals am 2. Juli 1902, allerdings wurde der U-Bahn-Betrieb auf dem Teilstück östlich von East Ham bereits am 30. September 1905 wieder eingestellt. Seit dem Abschluss der Elektrifizierung der Strecke zwischen Barking und Upminster am 12. September 1932 wird Hornchurch wieder durch die District Line bedient. Die Züge der Eisenbahn fahren hier seit 1962 ohne Halt durch.
Es gibt zwei Bahnsteige. Während am neueren Inselbahnsteig die regulären Züge der District Line halten, wird der ältere heute nicht mehr genutzt. Die Stationsbauten entstanden im Rahmen der Elektrifizierung fast völlig neu, jedoch sind einzelne Elemente aus viktorianischer Zeit noch zu erkennen.